# Hiéronymos de Cardia
Pour les articles homonymes, voir Hiéronyme.
Hiéronymos de Cardia ou Jérôme de Cardie, en grec ancien Ἰερώνυμος ὀ Καρδιανός, né vers 354 av. J.-C. et mort vers 250, est un historien grec contemporain d'Alexandre le Grand et des Diadoques. Il est l'auteur d'une Histoire des successeurs d'Alexandre, aujourd'hui perdue, qui a notamment inspiré Diodore de Sicile, Plutarque et Arrien.

## Biographie
Natif de Cardia en Chersonèse de Thrace, Hiéronymos aurait été secrétaire dans l’administration macédonienne et le collaborateur de son compatriote Eumène de Cardia, chancelier d’Alexandre le Grand, thèse qui expliquerait sa grande connaissance des archives. Il est possible que Hiéronymos soit présent à Babylone à la mort d'Alexandre, étant donné la description admirative qu'on lui prête du majestueux cortège funèbre.
À la mort d'Alexandre en 323 av. J.-C., Hiéronymos reste au service d'Eumène de Cardia qu'il aurait rejoint dans sa satrapie (une division administrative de l'empire achéménide) de Cappadoce. En 320, date de sa première mention par les sources antiques, Hiéronymos mène durant le siège de Nora en Cappadoce une ambassade en Macédoine auprès d’Antipater ; puis à la mort du régent en 319, il dirige en vain les négociations avec Antigone le Borgne. Durant le conflit qui suit entre Antigone et Eumène, il reste fidèle à son compatriote. Hiéronymos est lui-même blessé lors de bataille de Gabiène (316), qui voit la défaite et la mort d'Eumène ; il tombe aux mains d'Antigone qui lui pardonne son ancienne allégeance et lui offre l'exploitation de l'asphalte de la mer Morte, mais sa mission est de courte durée à cause de la menace des tribus arabes. Il passe ensuite au service de Démétrios et participe probablement aux batailles de ce dernier (Gaza en 312 et Salamine de Chypre en 306) en tant que membre de son état-major. Hiéronymos aurait également assisté à la bataille d'Ipsos (301), si on interprète le récit qu'en offre Plutarque comme la preuve que Hiéronymos en a été le témoin oculaire.
En 293, Démétrios, qui vient d'occuper Thèbes, le désigne gouverneur (harmoste) de Béotie. Après que Démétrios a abandonné le royaume de Macédoine (en 286), Hiéronymos reste comme conseiller auprès son fils, Antigone Gonatas, prétendant au trône macédonien. Il participe sans doute, malgré son grand âge, à la campagne contre Pyrrhus  (275 à 272) qui voit la réinstallation des Antigonides sur le trône de Macédoine. Il semble qu'il passe les vingt dernières années de sa vie à rédiger une histoire des Diadoques. Il meurt à la cour d'Antigone Gonatas à l'âge de 104 ans.

## L’Histoire des successeurs d'Alexandre
À la mort de Pyrrhus, Hiéronymos commence à rédiger une histoire des Diadoques et de leurs descendants, les Épigones. Célébrant la mémoire des Antigonides, l’Histoire des successeurs d'Alexandre, désormais réduite à l'état de fragments, couvre une période allant de la mort d’Alexandre à celle de Pyrrhus (323 à 272 av. J.-C.). Au sujet des successeurs d'Alexandre, l’Histoire des Diadoques est la source principale de :
- Diodore de Sicile, livres XVIII à XX ;
- Plutarque, Vie d'Eumène, Vie de Démétrios, Vie de Pyrrhus ;
- Trogue Pompée, Histoires philippiques, connues par l'abrégé de Justin ;
- Arrien, Histoire de la succession d’Alexandre, œuvre réduite à l’état de fragments résumée par Photios[9].

Néanmoins l'hypothèse de l'existence d'un intermédiaire entre Hiéronymos et Diodore ne peut être écartée. La plupart des historiens considèrent l’œuvre de Hiéronymos comme l'autorité unique et directe de Diodore ; d’autres admettent la possibilité d’un intermédiaire, peut-être Agatharchide de Cnide. L’héritage hiéronymien, bien attesté chez Diodore, n’interdit pas l’utilisation d’autres sources pour les livres XVIII à XIX : Douris de Samos, Diyllos et des auteurs alexandrins. 
Hiéronymos semble avoir écrit son ouvrage en réaction aux Macédoniques de Douris de Samos publié quelques années auparavant ; il se considère comme un témoin plus digne de foi puisqu’il a côtoyé les Diadoques, au contraire de Douris dont le propos est davantage tragique qu'historique. Pour autant son hostilité envers Pyrrhus et surtout Lysimaque, coupable à ses yeux de la destruction de la cité de Cardia, apparaît manifeste dans ses écrits.
Si on se réfère au récit de Diodore, par moments fort précis dans sa narration aux livres XVIII à XIX, Hiéronymos aurait intégré dans son ouvrage de nombreux documents officiels, augmentés de commentaires très détaillés. Quant aux biographies de Plutarque, elles nous permettent de penser que l’Histoire des successeurs d'Alexandre faisait également place à de longs développements tactiques, comme le montre la description de la bataille d'Ipsos dans la Vie de Démétrios, mais aussi à des développements épiques, comme pour décrire l'action de son compatriote Eumène de Cardia, dont il offre un portrait flatteur et sur lequel nous disposons de quelques précisions. Ces indices peuvent nous faire penser que l'ouvrage historique de Hiéronymos est de grande valeur malgré la réticence de quelques puristes de l'époque d'Auguste qui jugent son style de médiocre qualité. Il semble proche de Thucydide précisément jusque dans ce dédain du style. Denys d'Halicarnasse considère que Hiéronymos est l'un des premiers auteurs grecs à avoir rédigé un exposé sur l'histoire de Rome.

### Sources
Pour les fragments de l’Histoire des Diadoques, voir Felix Jacoby, Fragmente der griechischen Historiker, II B, 154, (1923-1930).